# Tutela del consumatore
La tutela del consumatore o consumerismo si esplica attraverso un insieme di disposizioni, norme e presidi, volti a salvaguardare i diritti e gli interessi del cittadino inteso come fruitore di beni materiali e di servizi per uso privato.

## Storia
Fino al XIX secolo, la maggior parte della popolazione destinava le proprie risorse quasi esclusivamente a generi di prima necessità e l'attenzione alla qualità era scarsa. Con il raggiungimento di un benessere più diffuso, si è affermata la figura del cittadino consumatore, cioè di un soggetto sociale che si fa portatore di bisogni e interessi che necessitano di una difesa in quanto acquista o utilizza beni materiali prodotti su larga scala, che giungono sul mercato attraverso una serie di figure intermedie, estranee alla produzione e senza possibilità di influire sulla qualità dei prodotti.
Gli Stati Uniti sono stati il primo paese in cui si è affermata questa difesa. Già nel 1899 era nata la National Consumers League, ma agli inizi del XX secolo, quando esplose uno scandalo per la vendita di carne avariata, in seguito alle proteste delle fasce più deboli della società il Governo Federale fu costretto ad approvare leggi che imponevano un controllo nei confronti dell'industria.
Nel 1914 nacque la Federal Trade Commission (Commissione federale per il commercio) con l'intento di combattere le attività commerciali illecite. Nel 1928 venne fondata la Consumers Union, una associazione che attraverso un bollettino periodico informava gli iscritti sui nuovi beni e servizi disponibili sul mercato. Tale associazione è ancora oggi molto attiva.
Negli anni sessanta assunse rilevanza internazionale il caso di Ralph Nader, giovane avvocato e giornalista americano che osò sfidare la potente General Motors affermando in una sua pubblicazione che le auto prodotte da questa azienda non erano sicure. L'azienda tentò di screditare Nader pagando degli investigatori privati per farlo pedinare: Nader se ne accorse e denunciò la General Motors e, oltre a ottenere un cospicuo risarcimento per la violazione della privacy, dei bakini costrinse l'azienda a porgere pubbliche scuse e ad aumentare i dispositivi di sicurezza delle auto prodotte. Nader si era fatto portatore dell'idea che i diritti del consumatore sono un'espressione dello spirito democratico americano, in altre parole, come tutti i cittadini sono uguali di fronte alla legge, così sono uguali di fronte al mercato.
Nello stesso periodo John F. Kennedy enunciò nel Bill of Rights i cinque diritti fondamentali del consumatore: alla salute, alla sicurezza, alla difesa economica, alla difesa legale, alla rappresentanza.
In Europa, il diritto alla tutela del consumatore è stato riconosciuto intorno agli anni cinquanta: il Regno Unito e la Danimarca furono i primi due paesi in cui venne istituito un organismo di tutela. A essi fecero seguito Svezia, Francia e Germania, mentre l'Italia è stata ancora per molti anni carente sotto questo aspetto. La produzione paritaria tende a convergere con l'idea prosumerista avanzata di consumatori attivi che dirigano la produzione.

## Nel mondo

### Italia
Alcune norme del codice penale italiano reprimono i comportamenti fraudolenti, messi in atto da produttori e commercianti, che risultino nocivi per gli interessi dell'acquirente. Tali norme tuttavia erano improntate al sistema di vendita tradizionale ottocentesco e consideravano solo l'ipotesi in cui il prodotto fosse privo di qualità essenziali o presentasse vizi occulti.
La legge n. 142 dell'8 giugno 1990, poi abrogata dal D. Lgs. n. 267/2000, prevedeva il diritto delle associazioni dei cittadini di avere accesso alle strutture e agli atti amministrativi. La successiva legge n. 146 del 15 giugno 1990 stabilisce l'obbligo di ascoltare le organizzazioni dei consumatori e degli utenti durante gli scioperi. La legge n. 287 del 10 ottobre 1990 dà alle associazioni dei consumatori la facoltà di denunciare alcune iniziative.
Solo nel 1998, con la legge n. 281 del 30 luglio, a distanza di più di vent'anni l'ordinamento italiano recepisce i principi contenuti nelle normative comunitarie riconoscendo i diritti individuali e collettivi dei consumatori e degli utenti e promuovendone la tutela anche in forma collettiva e associativa. L'articolo 1 di questa legge afferma che sono «fondamentali i diritti: alla salute; alla sicurezza e alla qualità dei prodotti e dei servizi; ad una adeguata informazione e ad una corretta pubblicità; all'educazione al consumo; alla correttezza, trasparenza ed equità nei rapporti contrattuali concernenti beni e servizi; alla promozione e allo sviluppo dell'associazionismo libero, volontario e democratico tra i consumatori e gli utenti; all'erogazione di servizi pubblici secondo standard di qualità e di efficienza». La legge è stata poi abrogata con l'entrata in vigore del Codice del consumo (D. Lgs. n. 206/2005).
A seguito di questa legge, sempre nel luglio 1998 si costituisce, presso il Ministero per le attività produttive, il CNCU (Consiglio Nazionale dei Consumatori e Utenti), al quale fanno capo numerose associazioni di consumatori, quali: Associazione consumatori utenti, Adiconsum, Adoc, Adusbef, Altroconsumo, Assoutenti, Casa del Consumatore, Cittadinanzattiva, Codacons, Federconsumatori, Unione Nazionale Consumatori, Lega Consumatori.
Tra gli interventi più diffusi che vedono impegnate le associazioni a favore degli utenti, vi sono: i contratti di vendita e le cosiddette clausole vessatorie, il diritto alla salute e alla casa, la lotta all'inquinamento e la difesa dell'ambiente, i rincari ingiustificati dei prezzi, i disservizi nelle telecomunicazioni e nei trasporti (ferrovie, autostrade, aerei).

### Unione europea

Bandiera dell'Unione europea

Solo grazie alle direttive emanate dalla Comunità europea a partire dal 1973 (anno in cui viene approvata la Carta europea di protezione dei Consumatori) si affermano concetti importanti quali la responsabilità delle aziende per i danni provocati da prodotti difettosi, la pubblicità ingannevole, la tutela dei consumatori sulle indicazioni dei prezzi, delle garanzie al consumo e della sicurezza dei prodotti.
Il Trattato di Maastricht, entrato in vigore il 1º novembre 1993, prevede per la prima volta un titolo dedicato alla protezione dei consumatori.
Queste direttive prescrivono sostanzialmente:
- che il consumatore deve avere a disposizione informazioni chiare (contenuto del prodotto, eventuale tossicità, scadenza, modo d'impiego) che gli consentano di scegliere il prodotto che meglio si addice alle sue esigenze;
- che possa pretendere il risarcimento di danni derivanti da un prodotto non rispondente alla pubblicità e alle informazioni fornitegli;
- che possa essere rappresentato, ascoltato ed eventualmente assistito legalmente attraverso organismi e associazioni aventi come scopo la tutela dei suoi diritti.

Il Trattato di Amsterdam del 1997 ha modificato l'articolo 153 (ex articolo 129) del trattato CE. Le disposizioni riguardanti i consumatori sono state migliorate specificando la promozione del diritto dei consumatori all'informazione, all'educazione e all'organizzazione per la salvaguardia dei propri interessi.
Nel 2000 il Parlamento europeo ha stabilito l'obbligo per i rivenditori di prodotti alimentari di contrassegnare gli alimenti con un'etichetta che ne attesti la categoria qualitativa e l'origine di produzione.
Il 22 maggio 2012 la Commissione europea, nell'ambito della strategia Europa 2020, ha adottato l'"agenda europea dei consumatori" che rafforzava i diritti e le tutele dei consumatori e delle associazioni che li rappresentano attraverso il raggiungimento di quattro obiettivi fondamentali:
- rafforzare la sicurezza dei consumatori su beni, servizi e alimenti;
- migliorare gli aspetti dell’informazione;
- garantire la repressione degli illeciti e assicurare un’adeguata riparazione del danno (all'epoca stimato intorno allo 0,4% del PIL della'Unione);
- aggiornare la politica a tutela dei cittadini con i cambiamenti avvenuti nella società digitale, in particolar modo per risolvere le numerose problematiche che i consumatori incontrano nelle transazioni on-line.

L'11 aprile 2018 la Commissione europea ha presentato due proposte di direttive, denominate "New Deal per i consumatori", che stabiliscono:
- nuovi strumenti per i consumatori nel caso siano danneggiati da pratiche commerciali sleali;
- maggiore trasparenza per i consumatori nei mercati online;
- protezione dei consumatori nei servizi digitali gratuiti;
- rimuovere gli oneri eccessivi per le imprese.

Il 13 novembre 2020 la Commissione europea ha presentato la "nuova Agenda dei consumatori" per il periodo dal 2020 al 2025, che individua cinque aree prioritarie:
- transizione verde;
- trasformazione digitale;
- applicazione efficace dei diritti dei consumatori;
- esigenze specifiche di determinati gruppi di consumatori;
- cooperazione internazionale.

Il 3 maggio 2023 il Consiglio dell'Unione europea ha adottato un mandato negoziale che mira a rafforzare i diritti dei consumatori modificando la direttiva sulle pratiche commerciali sleali e la direttiva sui diritti dei consumatori per responsabilizzarli nella transizione verde.
La posizione del Consiglio dell'Unione europea:
- rafforza il diritto dei consumatori all'informazione;
- vieta le asserzioni ambientali generiche;
- introduce un formato grafico armonizzato a livello di Unione europea per aiutare i consumatori a riconoscere le garanzie commerciali di durabilità.